# أنطون كارل شيندلر
أنطون كارل شيندلر (بالألمانية: Anton Karl Schindler)‏ هو عالم نبات ألماني، ولد في 15 أغسطس 1879 في بريمن في ألمانيا، وتوفي في 1964.